# Le'Ron McClain
Le'Ron De'Mar McClain (Fort Wayne, 27 dicembre 1984) è un ex giocatore di football americano statunitense che ha giocato nel ruolo di fullback nella National Football League. Fu scelto nel corso del quarto giro (137º assoluto) del Draft NFL 2007 dai Baltimore Ravens. Al college ha giocato a football all'Università dell'Alabama..

## Carriera professionistica

### Baltimore Ravens
McClain fu scelto dai Baltimore Ravens nel corso del quarto giro del Draft 2007. Segnò il suo primo touchdown in carriera su un passaggio di Kyle Boller contro i San Diego Chargers il 25 novembre 2007. La sua stagione da rookie terminò correndo 11 volte per 18 yard e ricevendo 9 passaggi per 55 yard e 1 touchdown.
Il 20 settembre 2008, McClain corse per 82 yard segnando l'ultimo touchdown della storia nel Texas Stadium contro i Dallas Cowboys. Col touchdown del compagno Willis McGahee da 77 yard nella precedente azione dei Ravens, lui e McGee divennero la prima coppia di compagni a segnare due touchdown da oltre 70 yard yard in due drive consecutivi. Quella fu anche la più lunga corsa della storia per un avversario dei Cowboys al Texas Stadium.
Durante la stagione 2008, McClain divenne il running back principale della squadra, guidando i Ravens con 902 yard e 10 touchdown su 232 possessi (3.9 yard corse a possesso) oltre a un altro touchdown su ricezione, venendo convocato per il Pro Bowl. Negli ultimi due anni coi Ravens, McClain perse possessi in favore di Willis McGahee e Ray Rice. Si lamentò pubblicamente per la scarsità delle azioni che lo coinvolgevano, portando al suo addio alla squadra.

### Kansas City Chiefs
McClain firmò un contratto annuale coi Kansas City Chiefs il 3 agosto 2011 dopo che Ravens acquisiromo il fullback Vonta Leach. Nella sua unica stagione ai Chiefs disputò tutte le 16 partite, due delle quali come titolare, segnando in totale due touchdown.

### San Diego Chargers
McClain firmò un contratto triennale coi San Diego Chargers il 14 marzo 2012. Nella sua prima stagione in California disputò tutte le 16 partite, di cui nove come titolare, senza segnare alcun touchdown.

## Palmarès
- (2) Pro Bowl (2008, 2009)
- (2) All-Pro (2008, 2009)